# Superman & Lois/Episodenliste
Diese Episodenliste enthält alle Episoden der US-amerikanische Science-Fiction-Action-Fernsehserie Superman & Lois, sortiert nach der US-amerikanischen Erstausstrahlung. Die Fernsehserie umfasst vier Staffeln mit 53 Episoden.

## Übersicht
| Staffel | Episodenanzahl | Erstausstrahlung USA | Erstausstrahlung USA | Deutschsprachige Erstausstrahlung | Deutschsprachige Erstausstrahlung |
| Staffel | Episodenanzahl | Premiere             | Finale               | Premiere                          | Finale                            |
| ------- | -------------- | -------------------- | -------------------- | --------------------------------- | --------------------------------- |
| 1       | 15             | 23. Februar 2021     | 17. August 2021      | 27. Januar 2022                   | 5. Mai 2022                       |
| 2       | 15             | 11. Januar 2022      | 28. Juni 2022        | 24. November 2022                 | 24. November 2022                 |
| 3       | 13             | 13. März 2023        | 27. Juni 2023        | 28. März 2024                     | 30. Mai 2024                      |
| 4       | 10             | 7. Oktober 2024      | 2. Dezember 2024     |                                   |                                   |

## Staffel 1
Die Erstausstrahlung der ersten Staffel war vom 23. Februar bis zum 17. August 2021 auf dem US-amerikanischen Sender The CW zu sehen. Die deutschsprachige Erstausstrahlung sendete der deutsche Pay-TV-Sender ProSieben Fun vom 27. Januar bis zum 5. Mai 2022.
| Nr. (ges.) | Nr. (St.) | Deutscher Titel            | Originaltitel                                      | Erstausstrahlung USA | Deutschsprachige Erstausstrahlung (D) | Regie              | Drehbuch                                                             | Zuschauer (USA) |
| ---------- | --------- | -------------------------- | -------------------------------------------------- | -------------------- | ------------------------------------- | ------------------ | -------------------------------------------------------------------- | --------------- |
| 1          | 1         | Rückkehr nach Smallville   | Pilot                                              | 23. Feb. 2021        | 27. Jan. 2022                         | Lee Toland Krieger | Todd Helbing Idee: Greg Berlanti & Todd Helbing                      | 1,745 Mio.      |
| 2          | 2         | Erbe                       | Heritage                                           | 2. März 2021         | 3. Feb. 2022                          | Lee Toland Krieger | Todd Helbing                                                         | 1,238 Mio.      |
| 3          | 3         | Seltsames Verschwinden     | The Perks of Not Being a Wallflower                | 9. März 2021         | 10. Feb. 2022                         | Gregory Smith      | Brent Fletcher                                                       | 1,252 Mio.      |
| 4          | 4         | Ungeahnte Kräfte           | Haywire                                            | 16. März 2021        | 17. Feb. 2022                         | James Bamford      | Michael Narducci                                                     | 1,205 Mio.      |
| 5          | 5         | Erntefest                  | The Best of Smallville                             | 23. März 2021        | 24. Feb. 2022                         | Rachel Talalay     | Brent Fletcher & Nadria Tucker Idee: Todd Helbing                    | 1,237 Mio.      |
| 6          | 6         | Zerstörtes Vertrauen       | Broken Trust                                       | 18. Mai 2021         | 3. März 2022                          | Sudz Sutherland    | Katie Aldrin                                                         | 0,718 Mio.      |
| 7          | 7         | Mann aus Stahl             | Man of Steel                                       | 25. Mai 2021         | 10. März 2022                         | David Ramsey       | Jai Jamison                                                          | 0,797 Mio.      |
| 8          | 8         | Natalie                    | Holding the Wrench                                 | 1. Juni 2021         | 17. März 2022                         | Norma Bailey       | Kristi Korzec                                                        | 0,865 Mio       |
| 9          | 9         | Loyale Subjekte            | Loyal Subjekts                                     | 8. Juni 2021         | 24. März 2022                         | Eric Dean Seaton   | Andrew N. Wong                                                       | 0,923 Mio.      |
| 10         | 10        | Oh Mutter, wo bist du?     | O Mother, Where Art Thou?                          | 16. Juni 2021        | 31. März 2022                         | Harry Jierjian     | Adam Mallinger                                                       | 0,961 Mio.      |
| 11         | 11        | Anfang vom Ende            | A Brief Reminiscence In-Between Cataclysmic Events | 22. Juni 2021        | 7. Apr. 2022                          | Gregory Smith      | Brent Fletcher                                                       | 0,845 Mio.      |
| 12         | 12        | Durch das Tal des Todes    | Through the Valley of Death                        | 13. Juli 2021        | 14. Apr. 2022                         | Alexandra La Roche | Katie Aldrin & Michael Narducci                                      | 0,871 Mio.      |
| 13         | 13        | Der Gefangene              | Fail Safe                                          | 20. Juli 2021        | 21. Apr. 2022                         | Ian Samoil         | Jai Jamison & Kristi Korzec                                          | 0,836 Mio.      |
| 14         | 14        | Der Eradikator             | The Eradicator                                     | 10. Aug. 2021        | 28. Apr. 2022                         | Alexandra La Roche | Mark Cunningham & Brent Fletcher                                     | 0,733 Mio.      |
| 15         | 15        | Die letzten Söhne Kryptons | Last Sons of Krypton                               | 17. Aug. 2021        | 5. Mai 2022                           | Tom Cavanagh       | Brent Fletcher & Todd Helbing Idee: Kristi Korzec & Michael Narducci | 0,622 Mio.      |

## Staffel 2
Die Erstausstrahlung der zweiten Staffel war vom 11. Januar bis zum 28. Juni 2022 auf dem US-amerikanischen Sender The CW zu sehen. Die deutschsprachige Erstveröffentlichung fand am 24. November 2022 bei Joyn Plus+ per Streaming statt.
| Nr. (ges.) | Nr. (St.) | Deutscher Titel              | Originaltitel                 | Erstausstrahlung USA | Deutschsprachige Erstveröffentlichung (D) | Regie                | Drehbuch                           | Zuschauer (USA) |
| ---------- | --------- | ---------------------------- | ----------------------------- | -------------------- | ----------------------------------------- | -------------------- | ---------------------------------- | --------------- |
| 16         | 1         | Was darunter liegt           | What Lies Beneath             | 11. Jan. 2022        | 24. Nov. 2022                             | Gregory Smith        | Brent Fletcher & Todd Helbing      | 1,090 Mio.      |
| 17         | 2         | Die Bande, die uns verbinden | The Ties That Bind            | 18. Jan. 2022        | 24. Nov. 2022                             | David Ramsey         | Kristi Korzec & Michael Narducci   | 1,099 Mio.      |
| 18         | 3         | Das Ding in den Minen        | The Thing in the Mines        | 25. Jan. 2022        | 24. Nov. 2022                             | Gregory Smith        | Katie Aldrin & Juliana James       | 0,904 Mio.      |
| 19         | 4         | Wahrheitssuche               | The Inverse Method            | 1. Feb. 2022         | 24. Nov. 2022                             | Melissa Hickey       | Jai Jamison & Andrew N. Wong       | 0,781 Mio.      |
| 20         | 5         | Quincenera                   | Girl… You’ll Be A Woman, Soon | 22. Feb. 2022        | 24. Nov. 2022                             | Diana Valentine      | Rina Mimoun & Adam Mallinger       | 0,791 Mio.      |
| 21         | 6         | Wahre Kräfte?                | Tried and True                | 1. März 2022         | 24. Nov. 2022                             | Amy Jo Johnson       | Max Kronick & Patrick Barton Leahy | 0,761 Mio.      |
| 22         | 7         | Antiheld                     | Anti-Hero                     | 8. März 2022         | 24. Nov. 2022                             | Elizabeth Henstridge | Max Cunningham & Michael Narducci  | 0,773 Mio.      |
| 23         | 8         | Das Portal                   | Into Oblivion                 | 22. März 2022        | 24. Nov. 2022                             | Sudz Sutherland      | Juliana James & Kristi Korzec      | 0,797 Mio.      |
| 24         | 9         | 30 Tage und 30 Nächte        | 30 Days and 30 Nights         | 29. März 2022        | 24. Nov. 2022                             | Ian Samoil           | Katie Aldrin & Jai Jamison         | 0,681 Mio.      |
| 25         | 10        | In der Bizarro Welt          | Bizarros in a Bizarro World   | 26. Apr. 2022        | 24. Nov. 2022                             | Louis Milito         | Brent Fletcher & Todd Helbing      | 0,831 Mio.      |
| 26         | 11        | Wahrheit hat Konsequenzen    | Truth and Consequences        | 3. Mai 2022          | 24. Nov. 2022                             | David Ramsey         | Andrew N. Wong                     | 0,730 Mio.      |
| 27         | 12        | Du bist Superman!            | Lies That Bind                | 31. Mai 2022         | 24. Nov. 2022                             | David Mahmoudieh     | Rina Mimoun                        | 0,714 Mio.      |
| 28         | 13        | Ally                         | All Is Lost                   | 7. Juni 2022         | 24. Nov. 2022                             | Elaine Mongeon       | Kristi Korzec                      | 0,714 Mio.      |
| 29         | 14        | Krieg der Welten             | Worlds War Bizarre            | 21. Juni 2022        | 24. Nov. 2022                             | Sheelin Choksey      | Michael Narducci                   | 0,800 Mio.      |
| 30         | 15        | Kuss der Sonne               | Waiting for Superman          | 28. Juni 2022        | 24. Nov. 2022                             | Gregory Smith        | Brent Fletcher, Todd Helbing       | 0,818 Mio.      |

## Staffel 3
Die Erstausstrahlung der dritten Staffel war vom 13. März bis zum 27. Juni 2023 auf dem US-amerikanischen Sender The CW zu sehen. Die deutschsprachige Erstausstrahlung sendete der deutsche Pay-TV-Sender ProSieben Fun vom 28. März bis zum 30. Mai 2024.
| Nr. (ges.) | Nr. (St.) | Deutscher Titel              | Originaltitel                          | Erstausstrahlung USA | Deutschsprachige Erstausstrahlung (D) | Regie                | Drehbuch                                                         | Zuschauer (USA) |
| ---------- | --------- | ---------------------------- | -------------------------------------- | -------------------- | ------------------------------------- | -------------------- | ---------------------------------------------------------------- | --------------- |
| 31         | 1         | Es naht                      | Closer                                 | 13. März 2023        | 28. März 2024                         | Tom Cavanagh         | Brent Fletcher & Todd Helbing                                    | 0,747 Mio.      |
| 32         | 2         | Unkontrollierbare Kräfte     | Uncontrollable Forces                  | 21. März 2023        | 28. März 2024                         | Elizabeth Henstridge | Katie Aldrin                                                     | 0,661 Mio.      |
| 33         | 3         | Kaltblütig                   | In Cold Blood                          | 28. März 2023        | 4. Apr. 2024                          | Gregory Smith        | Jai Jamison                                                      | 0,642 Mio.      |
| 34         | 4         | Geschwister in beiden Welten | Too Close to Home                      | 4. Apr. 2023         | 11. Apr. 2024                         | Stewart Hendler      | Juliana James                                                    | 0,704 Mio.      |
| 35         | 5         | In der Höhle des Löwen       | Head On                                | 11. Apr. 2023        | 18. Apr. 2024                         | David Ramsey         | Andrew N. Wong                                                   | 0,649 Mio.      |
| 36         | 6         | Gruppentherapie mit Superman | Of Sound Mind                          | 25. Apr. 2023        | 18. Apr. 2024                         | Diana Valentine      | George Kitson                                                    | 0,614 Mio.      |
| 37         | 7         | Auf immer und ewig           | Forever and Always                     | 2. Mai 2023          | 25. Apr. 2024                         | Alvaro Ron           | Adam Mallinger                                                   | 0,655 Mio.      |
| 38         | 8         | Rate, wer zum Essen kommt    | Guess Who’s Coming to Dinner           | 9. Mai 2023          | 25. Apr. 2024                         | Gregory Smith        | Aaron Helbing                                                    | 0,552 Mio.      |
| 39         | 9         | Das Kleid                    | The Dress                              | 23. Mai 2023         | 2. Mai 2024                           | Stephen Maier        | Kristi Korzec                                                    | 0,599 Mio.      |
| 40         | 10        | Auf Kollisionskurs           | Collision Course                       | 30. Mai 2023         | 9. Mai 2024                           | Elaine Mongeon       | Max Cunningham & Max Kronick                                     | 0,657 Mio.      |
| 41         | 11        | Komplikationen               | Complications                          | 6. Juni 2023         | 16. Mai 2024                          | Jai Jamison          | Katie Aldrin & George Kitson Idee: Brent Fletcher & Todd Helbing | 0,662 Mio.      |
| 42         | 12        | Lex Luthor                   | Injustice                              | 20. Juni 2023        | 23. Mai 2024                          | Sudz Sutherland      | Michael Narducci                                                 | 0,657 Mio.      |
| 43         | 13        | Doomsday                     | What Kills You Only Makes You Stronger | 27. Juni 2023        | 30. Mai 2024                          | Gregory Smith        | Brent Fletcher & Todd Helbing                                    | 0,733 Mio.      |

## Staffel 4
Die Erstausstrahlung der vierten Staffel war vom 7. Oktober bis zum 2. Dezember 2024 auf dem US-amerikanischen Sender The CW zu sehen.
| Nr. (ges.) | Nr. (St.) | Deutscher Titel | Originaltitel            | Erstausstrahlung USA | Deutschsprachige Erstausstrahlung (D) | Regie                | Drehbuch                                          | Zuschauer (USA) |
| ---------- | --------- | --------------- | ------------------------ | -------------------- | ------------------------------------- | -------------------- | ------------------------------------------------- | --------------- |
| 44         | 1         | –               | The End & the Beginning  | 7. Okt. 2024         | –                                     | Gregory Smith        | Brent Fletcher & Todd Helbing                     | 0,445 Mio.      |
| 45         | 2         | –               | A World Without          | 7. Okt. 2024         | –                                     | Sudz Sutherland      | Katie Aldrin & Kristi Korzec                      | 0,465 Mio.      |
| 46         | 3         | –               | Always My Hero           | 14. Okt. 2024        | –                                     | David Giuntoli       | Brent Fletcher & Todd Helbing                     | 0,428 Mio.      |
| 47         | 4         | –               | A Perfectly Good Wedding | 21. Okt. 2024        | –                                     | Gregory Smith        | George Kitson & Max Kronick                       | 0,476 Mio.      |
| 48         | 5         | –               | Break the Cycle          | 28. Okt. 2024        | –                                     | Elizabeth Henstridge | Adam Mallinger                                    | 0,432 Mio.      |
| 49         | 6         | –               | When the Lights Come On  | 4. Nov. 2024         | –                                     | Ian Samoil           | Kristi Korzec Idee: Brent Fletcher & Todd Helbing | 0,508 Mio.      |
| 50         | 7         | –               | A Regular Guy            | 11. Nov. 2024        | –                                     | Gregory Smith        | Katie Aldrin & George Kitson                      | 0,440 Mio.      |
| 51         | 8         | –               | Sharp Dressed Man        | 18. Nov. 2024        | –                                     | Michael Cudlitz      | Brent Fletcher & Todd Helbing                     | 0,354 Mio.      |
| 52         | 9         | –               | To Live and Die Again    | 25. Nov. 2024        | –                                     | Jai Jamison          | Jai Jamison                                       | 0,501 Mio.      |
| 53         | 10        | –               | It Went By So Fast       | 2. Dez. 2024         | –                                     | Gregory Smith        | Brent Fletcher & Todd Helbing                     | 0,507 Mio.      |